# Кубанська ГЕС-1
Кубанська ГЕС-1 або Куршавська ГЕС-1 — ГЕС, у складі Кубанського каскаду ГЕС. Розташована біля селища Октябрський Прикубанського району, на 63-му км Великого Ставропольського каналу. ГЕС почали будувати у 1962. Перший гідроагрегат ГЕС було задіяно у 1967 , другий — в 1968. У 1985 гідротурбіни були замінені. ГЕС побудована за дериваційного типу. Працює на стоці Великого Ставропольського каналу, водосховищ або басейнів регулювання не має.
Склад споруд ГЕС:
- водоприймач;
- двонитоковий напірний трубопровід довжиною 720 м;
- будівля ГЕС довжиною 48 м;
- відвідний канал;
- холостий водоскид, що складається з оголовка, лотка довжиною 795 м, і водобійного колодязя;
- відвідний канал холостого водоскиду довжиною 315 м;
- шлюз-регулятор № 2 на Великому Ставропольському каналі;
- ВРП 110 кВ.

Потужність ГЕС — 37 МВт, середньорічне вироблення — 197,3 млн кВт·год. У будівлі ГЕС встановлено 2 радіально-осьових гідроагрегати РО75-В-250 потужністю по 18,5 МВт, що працюють при розрахунковому напорі 49,8 м. Виробник гідротурбін — харківське підприємство «Турбоатом», генераторів — «Уралелектротяжмаш». Устаткування ГЕС застаріло і зношене (ступінь зносу 90%).

## Ресурси Інтернету
- Кубанська ГЕС-1 [Архівовано 7 жовтня 2015 у Wayback Machine.](рос.)

| Прапор Росії | Це незавершена стаття про Росію. Ви можете допомогти проєкту, виправивши або дописавши її. |